# 北京地下鉄4号線
北京地下鉄4号線（ペキンちかてつ4ごうせん、中文表記: 北京地铁4号线、英文表記: Beijing Subway Line 4）は、中華人民共和国北京市豊台区の公益西橋駅から海淀区の安河橋北駅までを結ぶ北京京港地鉄有限公司（北京地下鉄）の地下鉄路線である。

## 概要
4号線は北京市を南北に貫く地下鉄の一つである。全長28.2km、24の駅があり、北京市の中心市街地にある主要箇所を結ぶ。清華大学、北京大学、中国人民大学等の国家重点大学が集中する北京屈指の文教地区、「北京のシリコンバレー」と称される中関村の他、繁華街（新街口、西単、菜市口等）や、観光地（頤和園、円明園、北京動物園、陶然亭公園等）を直結する、極めて特色的な路線である。
2010年12月30日に、南側の終点である公益西橋駅から延伸する形で大興線が開業して、直通運転を開始した。大阪市営地下鉄御堂筋線と同様に、公益西橋駅から大興線に直通する大運転と公益西橋駅で折り返す小運転がそれぞれ運転されている。
4号線は香港鉄路有限公司と、北京市政府の関連会社である北京市基礎設施投資有限公司(BIIC)、北京首都創業集団有限公司（BCG）と投資を行うため企業共同事業体を結成して建設をした地下鉄で、中国本土で初の民間資本を導入した路線である。2005年2月7日に北京市との間で30年間のBOTに合意し、2005年4月8日には北京市軌道交通建設管理有限公司 (BMCAC)との間で4号線の路線および機電工事の請負契約を締結した。
香港鉄路の子会社である香港MTRと同様に、4号線は車内や駅構内での飲食が禁止されている。これは直通先である大興線のほか、14号線、16号線にも適用される。

### 路線データ
- 複線区間：全線
- 電化区間：全線（直流 750 V 第三軌条方式）

北京地下鉄4号線の路線図。（概略版）

- 地上区間：安河橋北駅前後
- 走行方向：右側通行

## 沿革
- 2009年
  - 2月11日 - トンネルが開通。
  - 4月29日 - 電化工事完了。
  - 6月20日 - 試運転開始。
  - 9月28日 - 公益西橋駅 - 安河橋北駅間開業。開業当初から自動運転を実施。
  - 10月7日 - 当時中国共産党中央委員会総書記と中央軍事委員会主席を務めていた胡錦濤が視察。
- 2010年1月31日 - 当時中国共産党中央政治局常務委員、全国人民政治協商会議主席を務めていた賈慶林が視察。
  - 8月23日 - 当時中華人民共和国副主席を務めていた習近平が視察。
  - 12月3日 - 平日朝ラッシュ時の最短運転間隔を3分から2分30秒に、平日夕ラッシュ時の最短運転間隔を3分20秒から3分に短縮。
  - 12月30日 - 大興線が開業し、天宮院駅まで直通運転を開始。
- 2011年1月17日 - 当時中華人民共和国国務院副総理を務めていた張徳江が視察。
  - 4月26日 - 平日朝ラッシュ時の最短運転間隔を2分15秒に、平日夕ラッシュ時の最短運転間隔を2分30秒に短縮。
  - 10月8日 - 平日朝ラッシュ時の最短運転間隔を2分に短縮。北行き（安河橋北駅行き）の列車については最短運転間隔が1分43秒に短縮され、中国国内の地下鉄路線で最短となる。
- 2012年3月26日 - 平日夕ラッシュ時の最短運転間隔を2分10秒に短縮。
- 2016年10月14日 - 高速鉄道の利便を図るため、金曜日と日曜日に限り北京南駅発安河橋北駅行きの最終列車を新設。北京南駅23:45発とする。
- 2018年8月3日 - 金曜日と日曜日に限り、北京南駅発安河橋北駅行きの最終列車を15分繰り下げ。北京南駅0:10発とする。
- 2019年8月16日 - 金曜日と日曜日に限り、安河橋北駅発公益西橋駅行きの最終列車を30分繰り下げ。安河橋北駅23:15発とする。

## 使用車両
- SFM05型 - 6両編成

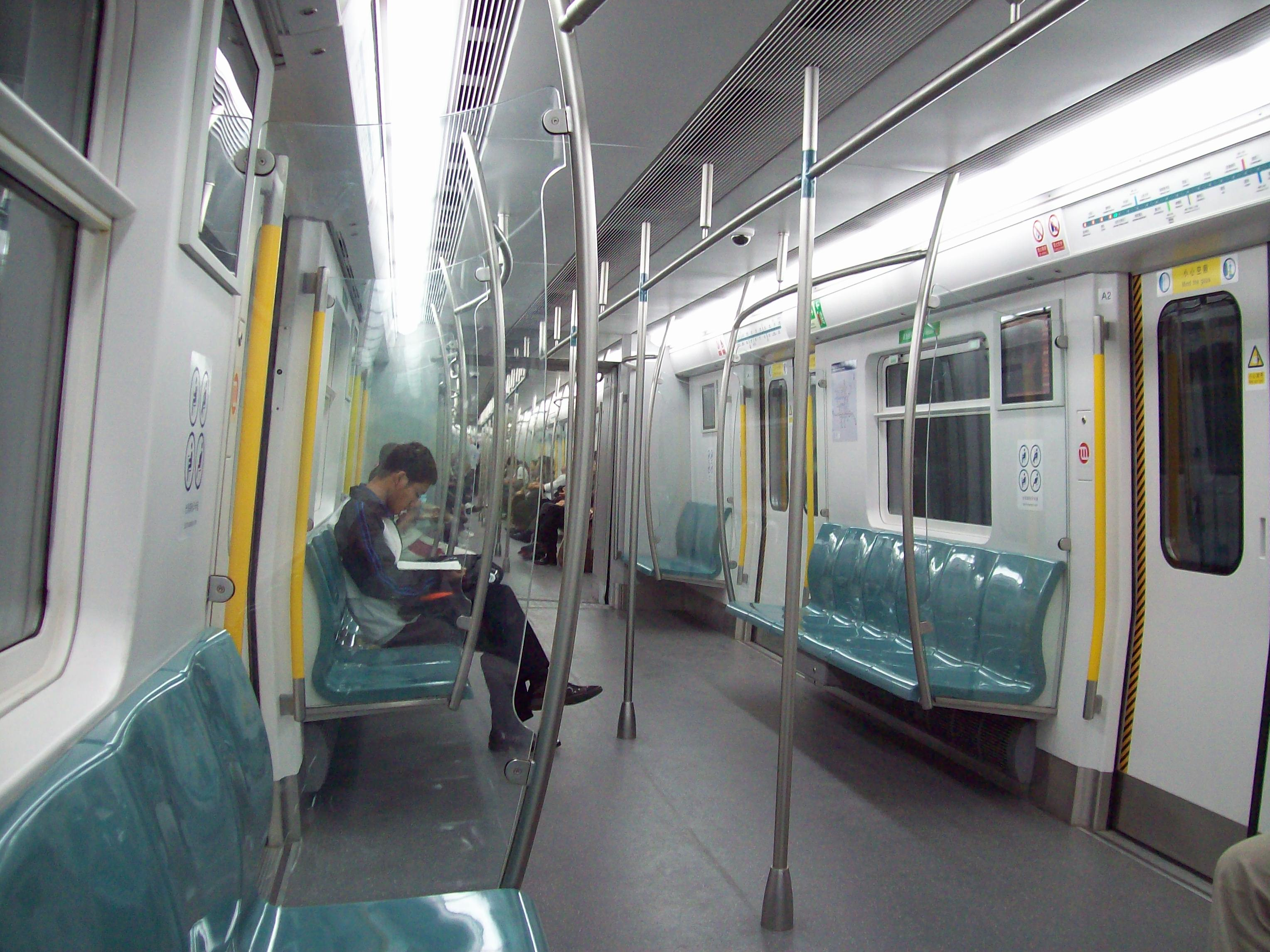
車内の様子その1
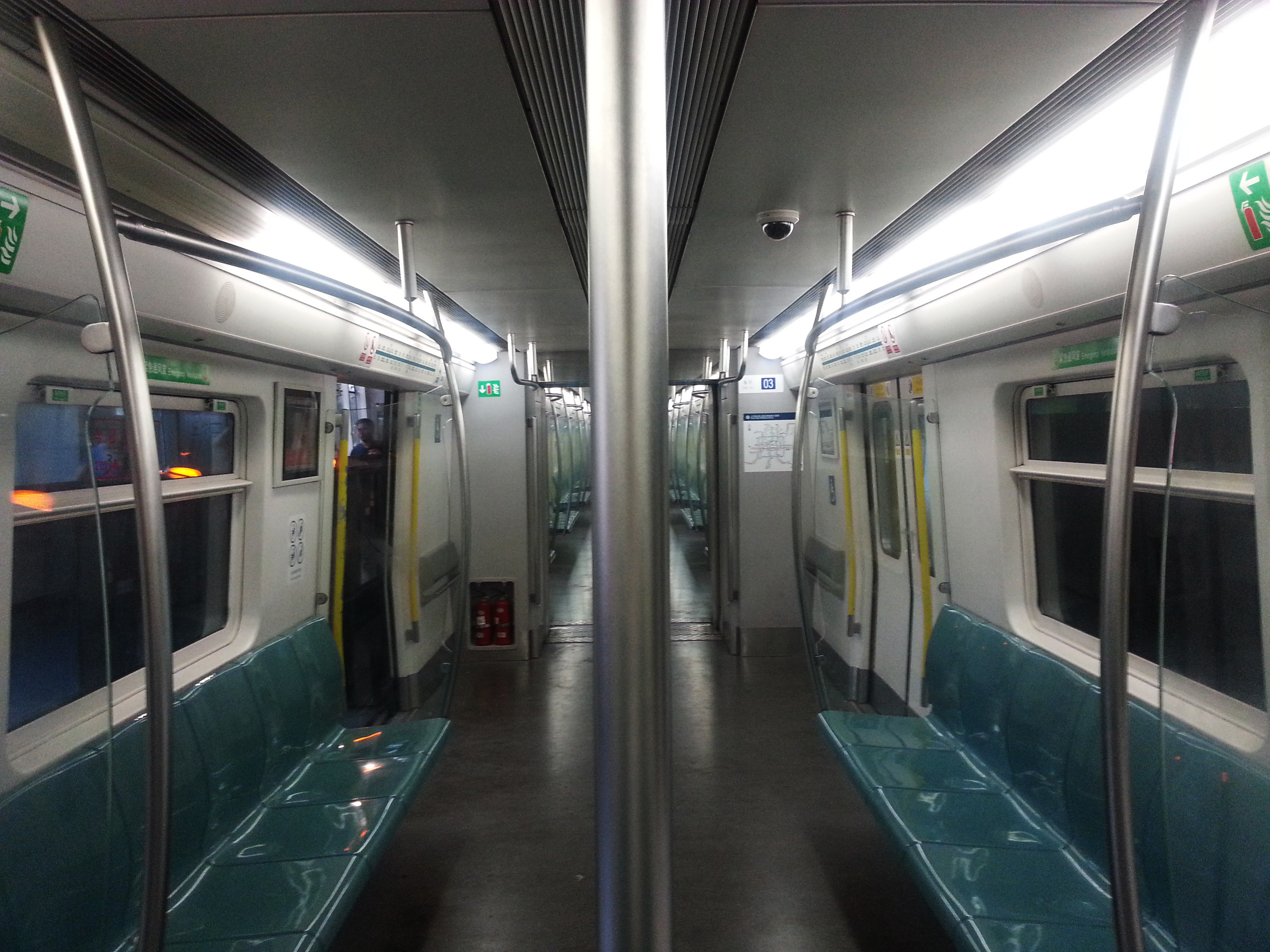
車内の様子その2
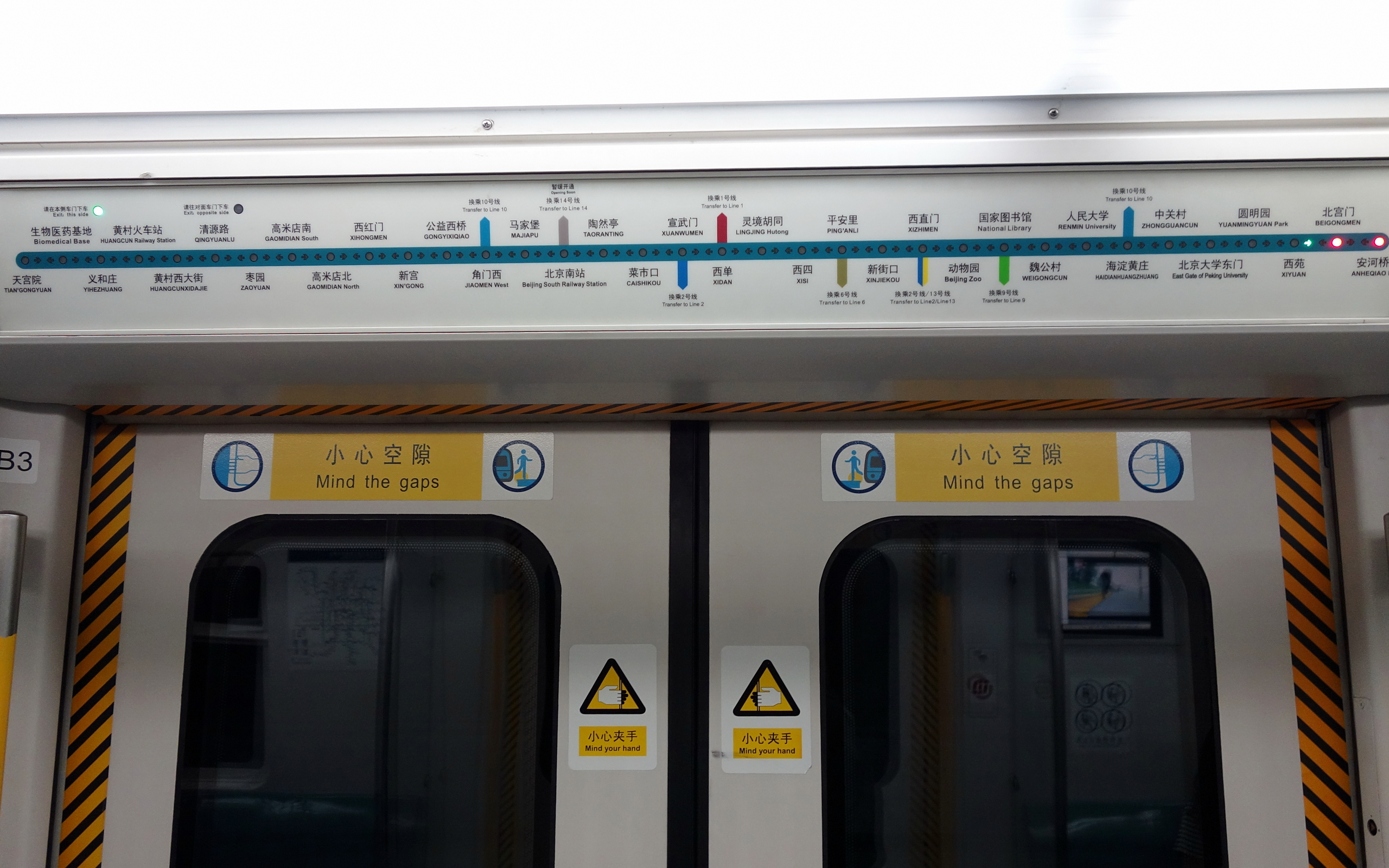
2014年9月25日時点の路線図。

## 駅一覧
| 駅名                             | 駅名           | 駅名                           | 駅間 キロ (km) | 累計 キロ (km) | 接続路線・備考                                                               | 所在地 | 所在地 |
| 日本語                           | 簡体字中国語   | 英語                           | 駅間 キロ (km) | 累計 キロ (km) | 接続路線・備考                                                               | 所在地 | 所在地 |
| -------------------------------- | -------------- | ------------------------------ | -------------- | -------------- | ---------------------------------------------------------------------------- | ------ | ------ |
| 安河橋北駅                       | 安河桥北站     | Anheqiao North                 | -              | 0.0            |                                                                              | 北京市 | 海淀区 |
| 北宮門駅                         | 北宫门站       | Beigongmen                     | 1.363          | 1.363          |                                                                              | 北京市 | 海淀区 |
| 西苑駅                           | 西苑站         | Xiyuan                         | 1.251          | 2.614          | ■16号線                                                                      | 北京市 | 海淀区 |
| 円明園駅                         | 圆明园站       | Yuanmingyuan Park              | 1.672          | 4.286          |                                                                              | 北京市 | 海淀区 |
| 北京大学東門駅                   | 北京大学东门站 | East Gate of Peking University | 1.295          | 5.581          |                                                                              | 北京市 | 海淀区 |
| 中関村駅                         | 中关村站       | Zhongguancun                   | 0.887          | 6.468          |                                                                              | 北京市 | 海淀区 |
| 海淀黄荘駅                       | 海淀黄庄站     | Haidian Huangzhuang            | 0.900          | 7.368          | ■10号線 (1004)                                                               | 北京市 | 海淀区 |
| 人民大学駅                       | 人民大学站     | Renmin University              | 1.063          | 8.431          | ■12号線                                                                      | 北京市 | 海淀区 |
| 魏公村駅                         | 魏公村站       | Weigongcun                     | 1.051          | 9.482          |                                                                              | 北京市 | 海淀区 |
| 国家図書館駅                     | 国家图书馆站   | National Library               | 1.658          | 11.140         | ■9号線 ■16号線                                                               | 北京市 | 海淀区 |
| 動物園駅                         | 动物园站       | Beijing Zoo                    | 1.517          | 12.657         |                                                                              | 北京市 | 海淀区 |
| 西直門駅                         | 西直门站       | Xizhimen                       | 1.441          | 14.098         | ■2号線 (201) ■13号線 (1301) 中国鉄路総公司 京包線(北京北駅)                  | 北京市 | 西城区 |
| 新街口駅                         | 新街口站       | Xinjiekou                      | 1.025          | 15.123         |                                                                              | 北京市 | 西城区 |
| 平安里駅                         | 平安里站       | Ping'anli                      | 1.100          | 16.223         | ■3号線（建設中） ■6号線 ■19号線                                              | 北京市 | 西城区 |
| 西四駅                           | 西四站         | Xisi                           | 1.100          | 17.323         |                                                                              | 北京市 | 西城区 |
| 霊境胡同駅                       | 灵境胡同站     | Lingjing Hutong                | 0.869          | 18.192         | ■房山線（計画中）                                                            | 北京市 | 西城区 |
| 西単駅                           | 西单站         | Xidan                          | 1.011          | 19.203         | ■1号線 (115)                                                                 | 北京市 | 西城区 |
| 宣武門駅                         | 宣武门站       | Xuanwumen                      | 0.815          | 20.018         | ■2号線 (206)                                                                 | 北京市 | 西城区 |
| 菜市口駅                         | 菜市口站       | Caishikou                      | 1.152          | 21.170         | ■7号線                                                                       | 北京市 | 西城区 |
| 陶然亭駅                         | 陶然亭站       | Taoranting                     | 1.200          | 22.370         |                                                                              | 北京市 | 西城区 |
| 北京南站駅                       | 北京南站       | Beijing South Railway Station  | 1.643          | 24.013         | ■14号線 中国鉄路総公司 ■京滬高速鉄道 ■京津都市間鉄道 ■京広線 ■京滬線 ■豊沙線 | 北京市 | 豊台区 |
| 馬家堡駅                         | 马家堡站       | Majiapu                        | 1.480          | 25.493         |                                                                              | 北京市 | 豊台区 |
| 角門西駅                         | 角门西站       | Jiaomen West                   | 0.827          | 26.320         | ■10号線                                                                      | 北京市 | 豊台区 |
| 公益西橋駅                       | 公益西桥站     | Gongyixiqiao                   | 0.989          | 27.309         |                                                                              | 北京市 | 豊台区 |
| ↓■大興線天宮院駅まで一部直通運転 |                |                                |                |                |                                                                              |        |        |